# 이장손
이장손(李長孫, 생몰년 미상)은 조선 선조 때의 발명가이다.

## 이력
군기시의 화포장(火砲匠)으로 있으면서 1592년(선조 25년) 즈음에 비격진천뢰라는 시한폭탄과 비슷한 무기를 만들었다.

## 비격진천뢰의 쓰임
경주 탈환전에서 경주 판관인 박진이 비격진천뢰를 사용하여 큰 효과를 거두었고, 함포에도 사용하여 많은 적선을 쳐부수었다.

## 관련 작품
- 《징비록》 (KBS1, 2015년, 배우:미정)